# Tölgyfapohók
A tölgyfapohók (Lasiocampa quercus) a szövőlepkefélék családjába tartozó, Eurázsiában honos, bokrokon, cserjéken élő lepkefaj.

## Megjelenése
A tölgyfapohók szárnyfesztávolsága a hímek esetében 5-6 cm; a nőstényeknél 6-8 cm. A hímek tora sötétebb-, feje és potroha világosabb barna. Mind az elülső, mind a hátsó szárnyak belső fele barna, ennek határán széles sárga harántsáv húzódik, amelynek külső széle lehet élesebb vagy átmenettel folyhat át a szintén barna szegélybe. A harántsáv derék- vagy tompaszögben érinti a szárny első élét. A szegélyben az erek sötétebb barnával lehetnek kiemelve. Az elülső szárny közepén kerek, sötétbarna keretű, fehér folt látható. A szárnyak fonákja fénytelen, a belső fél barna vagy sárgásbarna, a fehér folt halvány. Szegélyük sárga, a a peremen és a csúcsokon barna vagy barnás. Az elülső szárny rojtja barna, a hátulsóé élénksárga.
A nőstények szárnya nyújtottabb. Alapszínük világosabb, barnássárga vagy középsárga. A szárnyak harántsávjai halványabbak, keskenyebbek. A fonák csaknem egyenletesen sárga, a belső tér kissé barnás. A szárnyak rojtja barnássárga, illetve sárga.
Változékonysága nem számottevő.
Petéi tojásdadok, eleinte fehéresek, majd barnásak. 
Hernyója fiatalon kékes színű, hátán narancssárga, szögletes foltsorral. A kifejlett hernyó szürkéssárga, szelvényközei feketék. Oldalain egy-egy fehéres szakadozott sáv látható. Szőrei barnák, bőrre kerülve gyulladást is okozhatnak. Bábja feketésbarna, szelvényközei világosabbak

### Hasonló fajok
A lóherepohókkal téveszthető össze. 

## Elterjedése
Európában, Nyugat-Ázsiában és Nyugat-Szibériában honos. Európában főleg Skandináviában és a hegyekben gyakori. Magyarországon országszerte mindenütt előfordulhat. 

## Életmódja
Ártéri ligetekben, bozótosokban, nyílt erdőkben, bokros réteken fordul elő. A magashegységekben is gyakori 2300 méteres magasságig, a törpecserjés régiókban a leggyakoribb lepkék egyike.   
Évente egy nemzedéke nő fel, imágóit június-augusztusban lehet látni. A hímek nappal, a nőstények éjszaka aktívak, a mesterséges fény vonzza őket. Hernyója különféle bokrok, cserjék, kisebb fák (fűz, éger, tölgy, szeder, málna, áfonya, csarab) leveleivel táplálkozik. A fiatal hernyó áttelel és júniusban az avarban sűrű szövésű gubójában bebábozódik. Az imágó általában néhány héten belül kikel, de néha a báb évekig is elfekszik.
A hegyekben életciklusa kétéves, előbb a fiatal hernyó, majd a báb telel át. Az imágók május végétől júliusig repülnek és a nőstények nappal is aktívak.   
Magyarországon nem védett. 

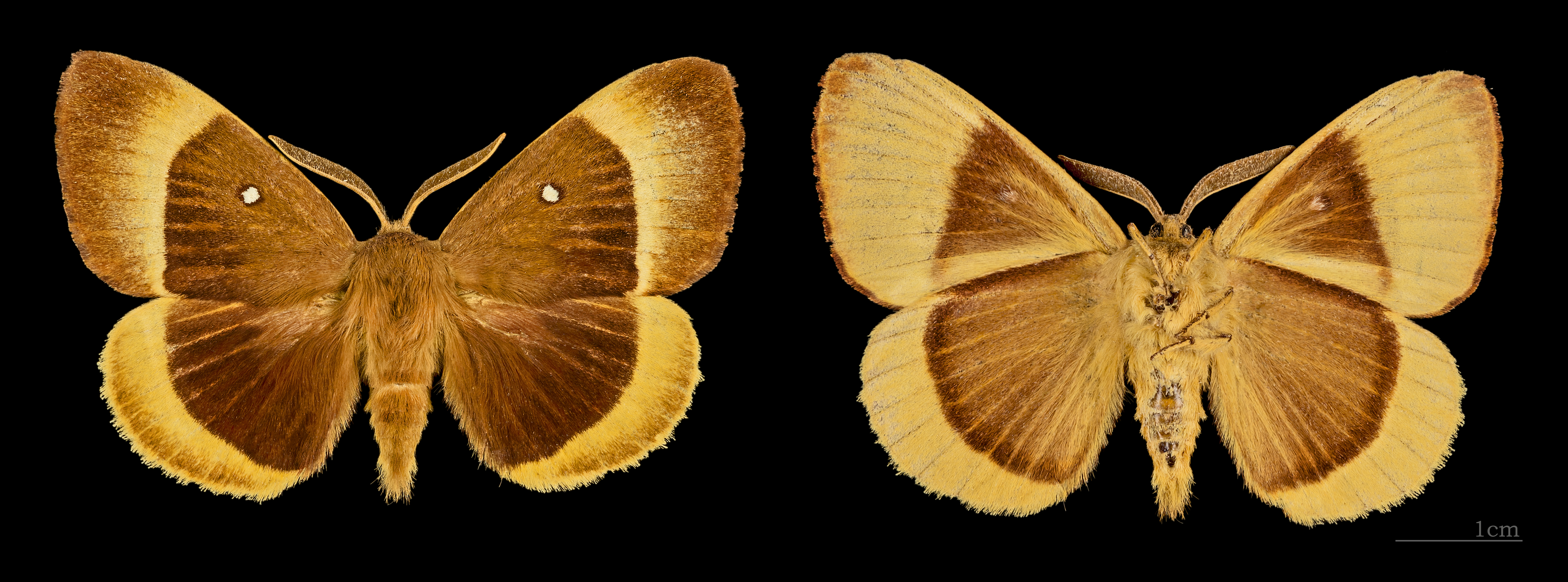
Hím
Nőstény
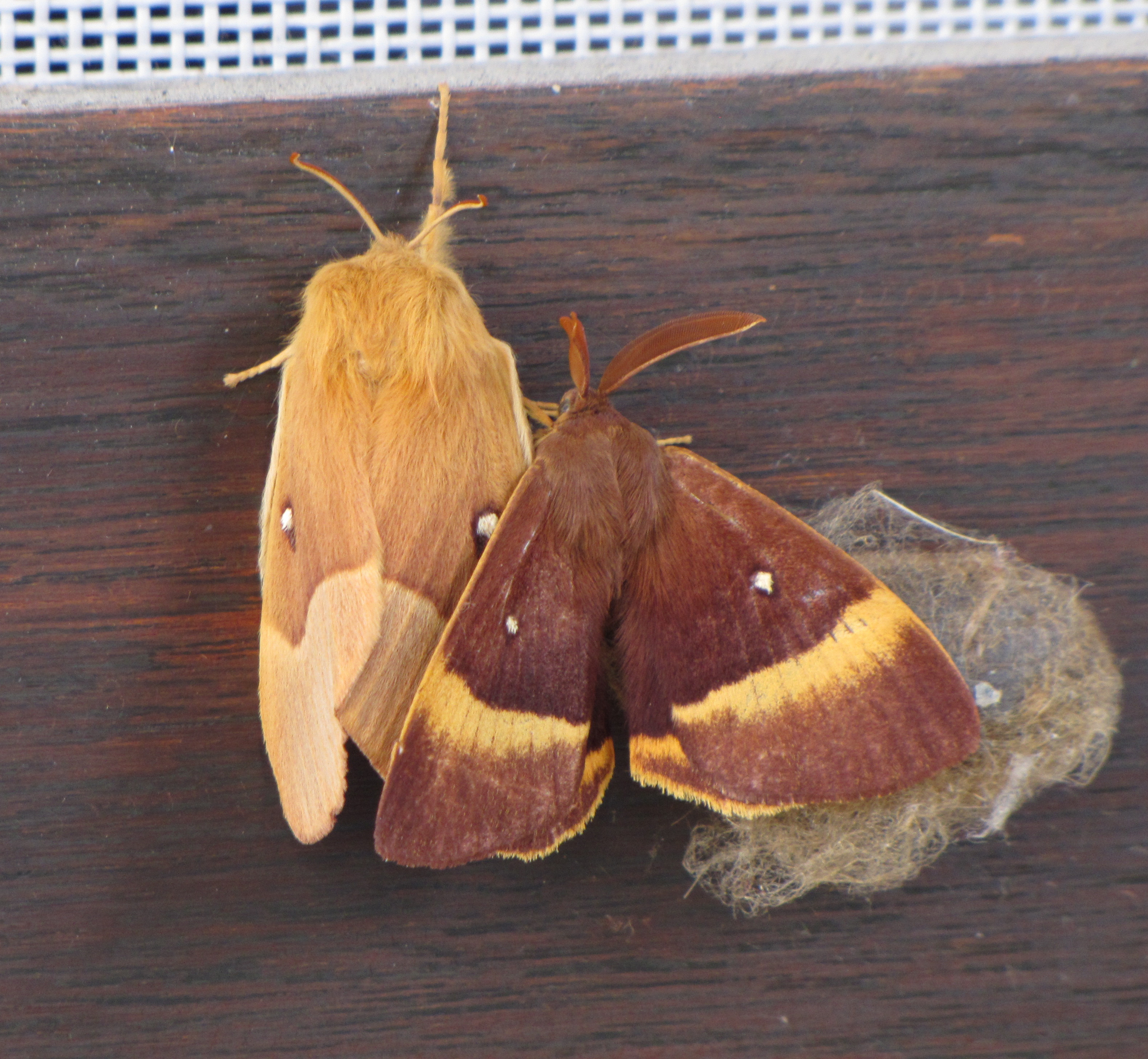
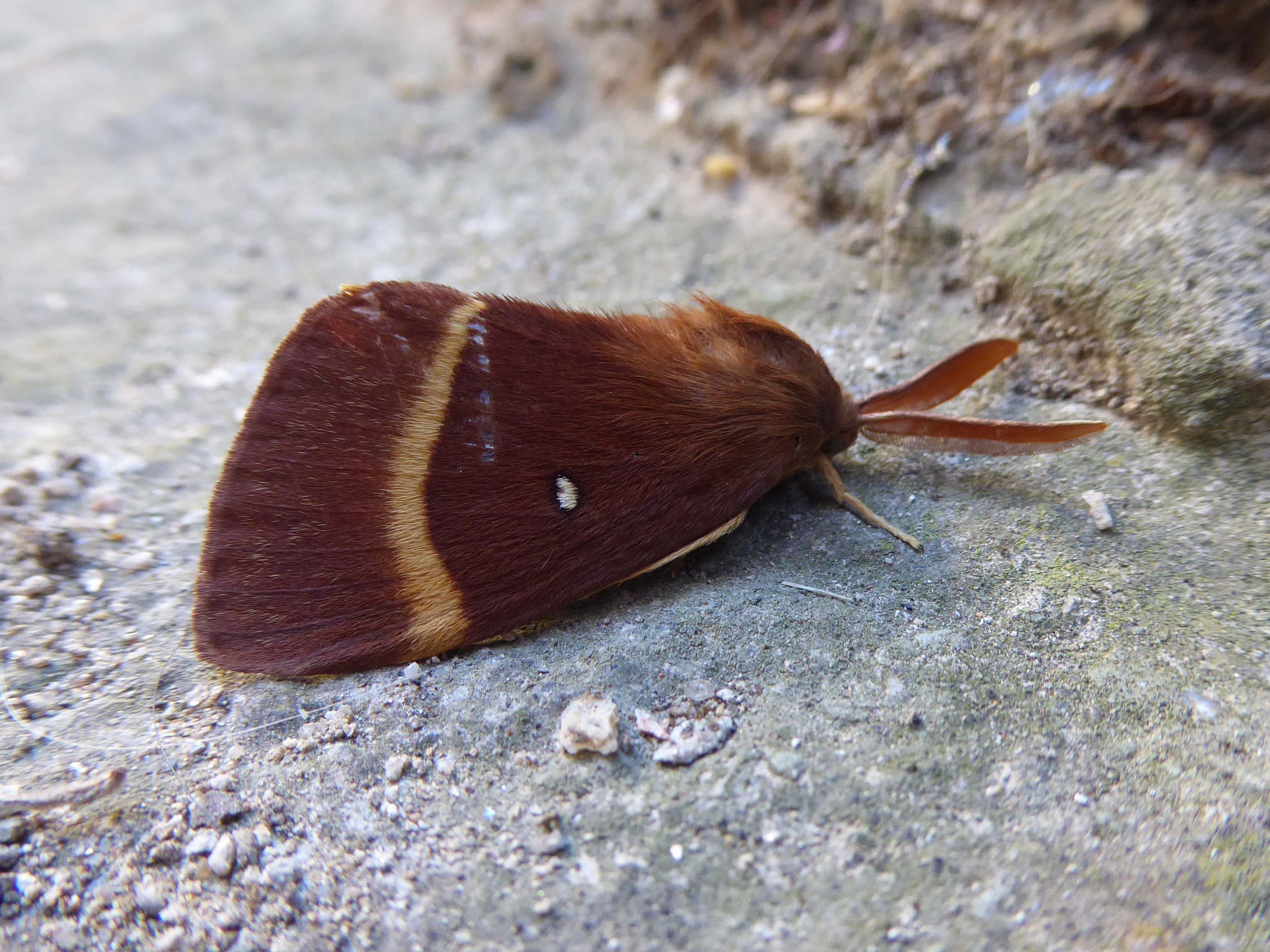
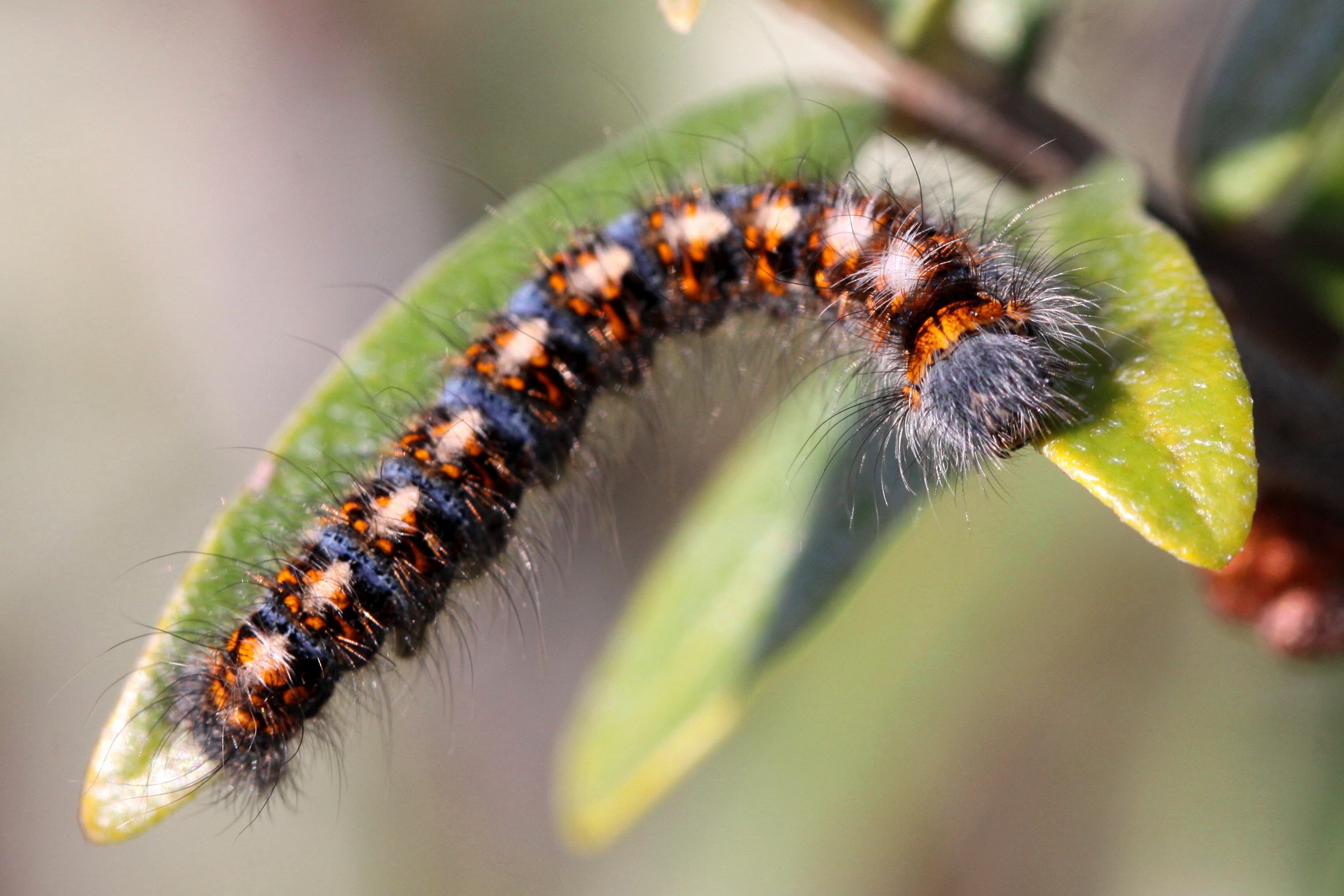
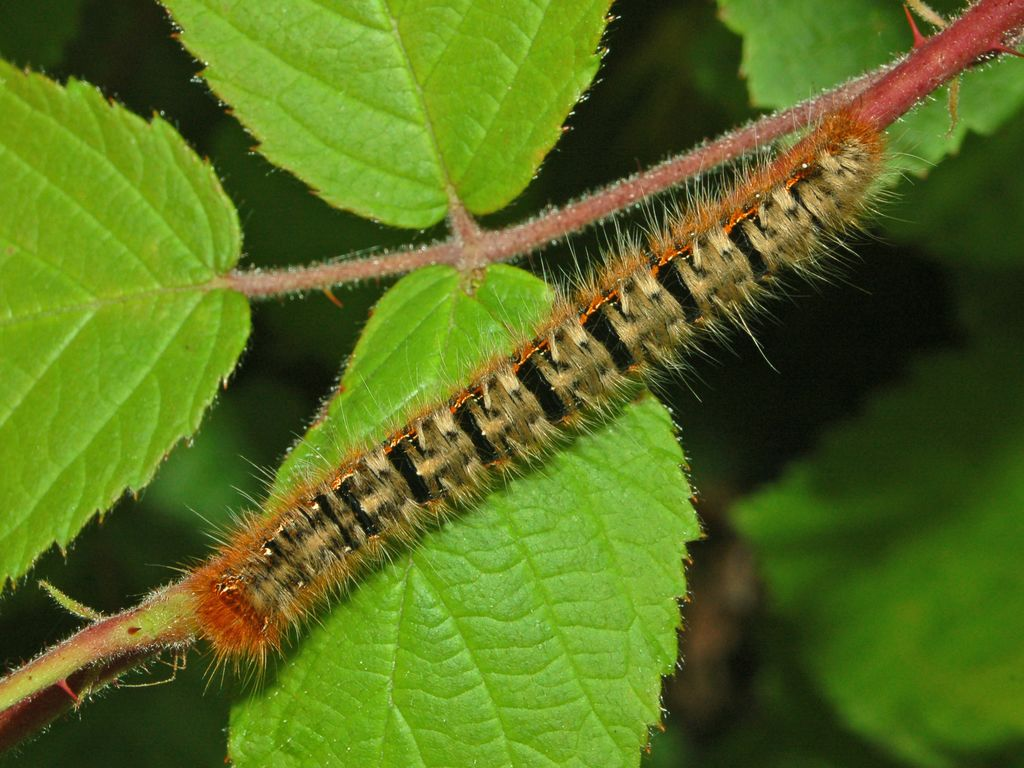